# Frank Watson Dyson
Pour les articles homonymes, voir Dyson (homonymie).
Frank Watson Dyson (8 janvier 1868 – 25 mai 1939) est un astronome britannique.

## Biographie
Dyson naît à Measham, près de Ashby-de-la-Zouch en Angleterre. Il étudie à Halifax puis l'astronomie et les mathématiques à l'université de Cambridge. Il est astronome royal d'Écosse de 1905 à 1910 et astronome royal de 1910 à 1933. Il est fait chevalier en 1915. Il meurt pendant un voyage an Australie lors de son retour en Angleterre en 1939 et sera enterré en mer.
Il est notable pour ses études des éclipses solaires, est une autorité en spectroscopie de la couronne solaire et de la chromosphère. Il est à l'origine des expéditions (Sobral, Brésil et île de Principe dans le golfe de Guinée), en vue d'observer l'éclipse solaire de 1919, constituant la première vérification expérimentale de la théorie de la relativité générale.
Frank Dyson n'a pas de rapport de parenté avec Freeman Dyson ; toutefois Freeman Dyson crédite son homonyme pour avoir éveillé son intérêt pour l'astronomie alors qu'étant enfant les travaux de Sir Frank Dyson étaient évoqués par sa famille.
Dyson reçoit la médaille Bruce en 1922 et la médaille d'or de la Royal Astronomical Society en 1925. Un cratère sur la Lune porte son nom ainsi que l'astéroïde (1241) Dysona. Une plaque commémorative existe 6 Vanbrugh Hill, Blackheath, Londres, maison où il a vécu de 1894 à 1906.

### Notices nécrologiques
- (en) Monthly Notices of the Royal Astronomical Society 100 (1940) 238
- (en) The Observatory 62 (1939) 179
- (en) Publications of the Astronomical Society of the Pacific 51 (1939) 336